# Lamaguère
Lamaguère ist eine französische Gemeinde mit 80 Einwohnern (Stand 1. Januar 2022) im Département Gers in der Region Okzitanien. Sie gehört zum Arrondissement Mirande und zum Kanton Astarac-Gimone.
Nachbargemeinden sind Faget-Abbatial im Norden, Simorre im Osten, Tachoires im Süden und Monferran-Plavès im Westen.

## Bevölkerungsentwicklung
| Jahr                       | 1962 | 1968 | 1975 | 1982 | 1990 | 1999 | 2008 | 2016 |
| -------------------------- | ---- | ---- | ---- | ---- | ---- | ---- | ---- | ---- |
| Einwohner                  | 100  | 96   | 82   | 92   | 79   | 66   | 63   | 81   |
| Quellen: Cassini und INSEE |      |      |      |      |      |      |      |      |

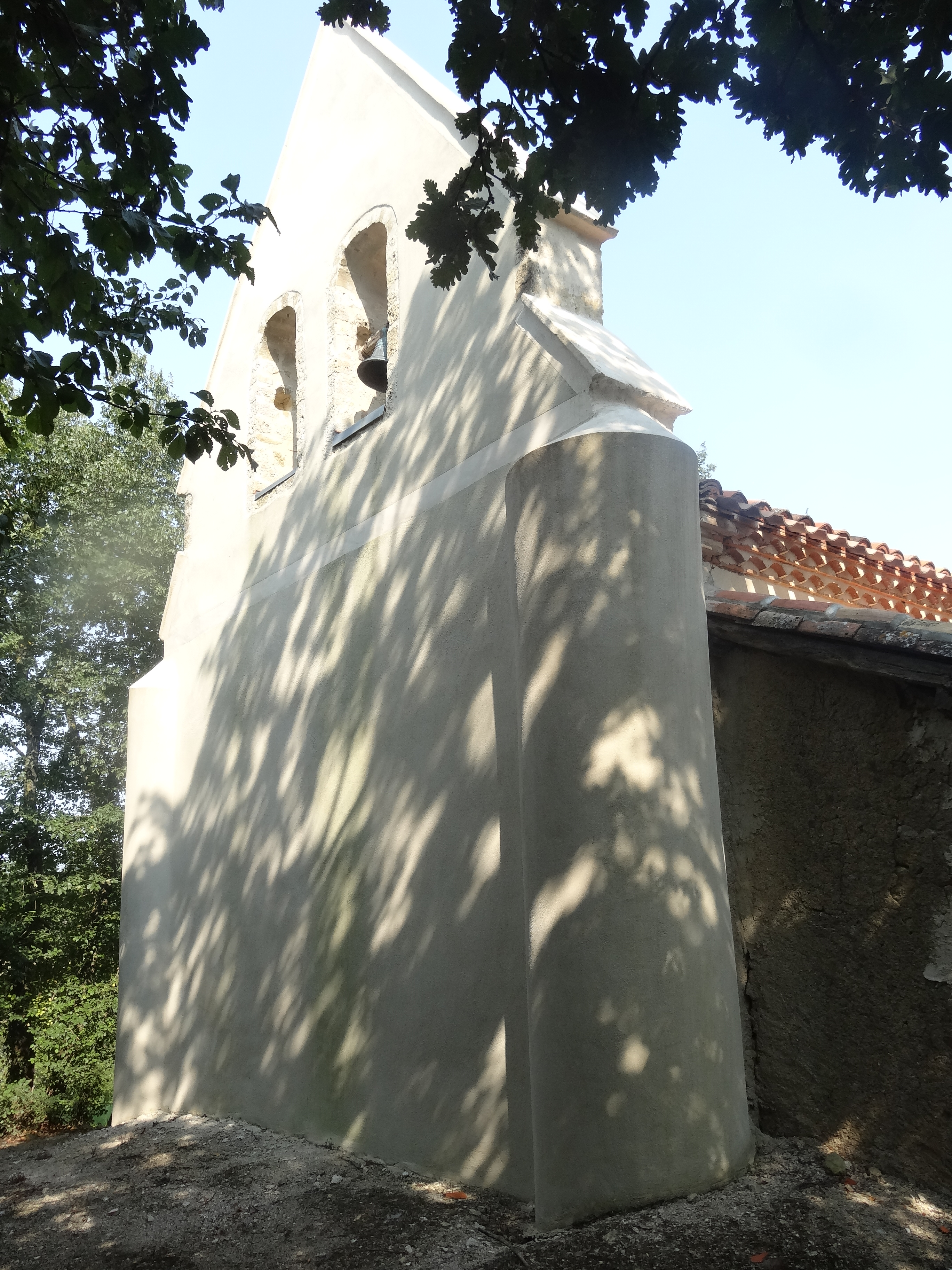
Kapelle Libou
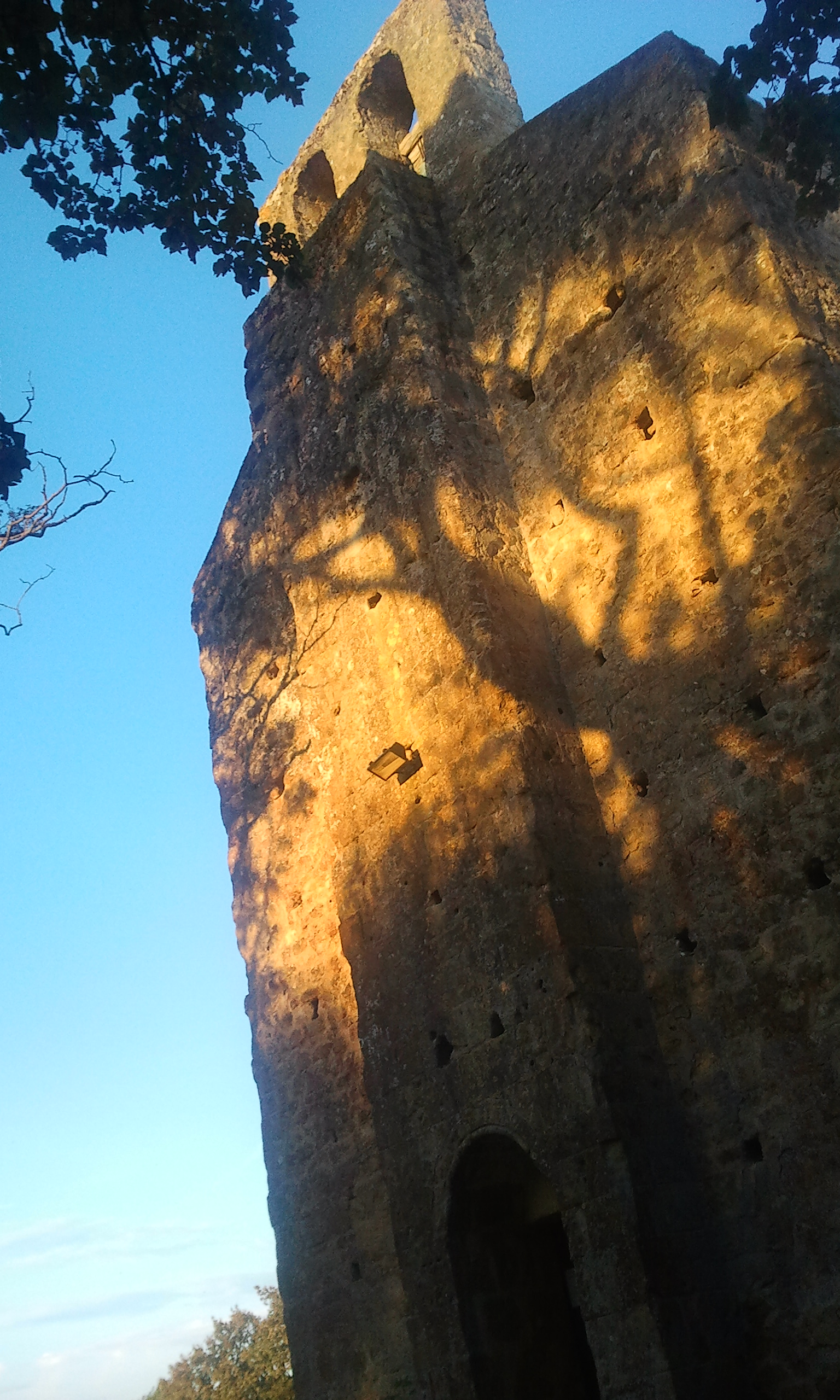
Kirche Saint-Michel, Monument historique seit 1974